# 巨人たちの伝説
『巨人たちの伝説』（きょじんたちのでんせつ）は、星野之宣による日本のSF漫画。『週刊少年ジャンプ』（集英社）において、1977年42号から同年48号まで連載された。後に小学館から再刊された際には『LEGEND OF GIANTS』の英題が付けられた。
42号、43号に6万年前の地球を舞台とする「燃える第5惑星の巻」を掲載。44号から48号に現代（連載時の近未来）を舞台とする「巨人への道の巻」が掲載された。どちらの時代も氷河期を迎え寒冷化する地球を救うために前者は火星と木星の間に第2の太陽を作る計画を、後者は木星を恒星化する計画を実施する。ジャンプスーパーコミックス版には、同じく氷河期を迎えた地球を舞台に発電衛星で対応しようとする「太陽惑星イカルス」（『週刊少年ジャンプ』1975年38号掲載）が収録されている。

## あらすじ

### 燃える第5惑星
6万年前の地球では、重力が弱い地点を中心として巨人族であるタイタン人たちが超能力文明を築いていた。
しかしながら太陽の活動が弱まっており、地球は氷河期を迎えようとしていた。原始人類の少年ノブは雪崩にあって命をおとしかけたところをタイタン人のリーダープロムに助けられ、タイタン人たちの都へ同行する。
タイタン人たちは足の不自由な王女ドーランの元、太陽の中心から一部を火星と木星間に転移させ小型恒星ともいえる第5惑星を作り出そうとしていた。ドーランはこの計画が失敗し、タイタン人が破滅へと進むことを予知していたが、それを切り出せないでいた。
ドーランの予知通りに計画は失敗。第5惑星は小惑星となり、トロヤ群を形成した。

### 巨人への道
数万年かけて弱まった太陽は、地球に再び氷河期をもたらした。
妻・秋子を暴動によって亡くした日本人宇宙船パイロット野武（のぶ）は暴徒になった人々に再び日の光を当てて自らの行為を省みさせたいという復讐の念から「木星爆発計画」に参加する。
木星爆発計画とは木星に四箇所からレーザー砲を撃ち込むことで、木星の中心核を爆発温度にし、恒星化しようという計画だった。

## 登場人物

### タイタン国
プロム
タイタン人のリーダー。
王女ドーラン（おうじょドーラン）
タイタン国の王女。
エピム
王女ドーランの側近の一人。
ノブ
プロムに助けられた、原始人類の少年。
ボリス
ノブと同じくタイタン人に救われた黒人。タイタンの都で住んでいる。

### 木星爆破計画
野武（のぶ）
木星爆破計画のメンバー。妻・秋子を暴動によって亡くした。
キャン
木星爆破計画のメンバー。
サタノフ博士（サタノフはくし）
木星爆破計画を考えた科学者。
ボリス博士（ボリスはくし）

## 用語
タイタン人
作中に登場する巨人族。6万年前の地球で高度な文明を築き上げた。身長は6メートルに達する。当時の地球には低重力の地域があり、タイタン人はそこに都を築いていた。
いわゆる超能力を有しており、空飛ぶ円盤状の乗り物を超能力で作りだして飛行する。
タッシリ・ナジェールの洞窟壁画にある「白い巨人」はタイタン人たちが第五惑星計画のために天に腕を伸ばして超能力を発している状況を模写したのではないかと作中で推測されている。
第五惑星計画（だいごわくせいけいかく）
作中に登場する氷河期克服の計画。太陽の中心部から一部を火星と木星の中間軌道上に瞬間移動させ、第2の太陽とする計画。
瞬間移動、軌道を安定させようとした時に地震が起こり、低重力が消滅したことでタイタン人たちの超能力のコントロールが狂い第五惑星は小惑星にと爆散し、計画は失敗した。
エピムら、一部のタイタン人は空飛ぶ円盤で光速限界を超えて移動することで未来へと旅立った。
木星爆破計画（もくせいばくはけいかく）
作中に登場する氷河期克服の計画。

## 太陽惑星イカルス
『週刊少年ジャンプ』（集英社）1975年38号に掲載された読み切り短編作品。

## 書籍情報
- ジャンプスーパーコミックス 1978年10月30日発行 全国書誌番号:93012182
- スコラ漫画文庫 1995年7月発行、ISBN 978-4796203142
- MF文庫 2000年1月発行、ISBN 978-4840100182
- ビッグコミックススペシャル 2011年11月発行、ISBN 978-4-09-184108-7